# Robert Klinke
Robert Klinke (* 26. Januar 1960 in Frankfurt am Main) ist ein deutscher Diplomat. Er war von 2018 bis 2022 Botschafter der Bundesrepublik Deutschland in Kroatien.

## Leben
Klinke studierte Rechts- und Islamwissenschaften. Nach dem zweiten Staatsexamen ging er 1991 in den Auswärtigen Dienst und absolvierte die Attachéausbildung in der Aus- und Fortbildungsstätte des Auswärtigen Amts in Bonn-Ippendorf. Von 1993 bis 1996 war er in der Ständigen Vertretung bei der Westeuropäischen Union in Brüssel tätig. Anschließend war Klinke bis 1999 Ständiger Vertreter des Leiters der Botschaft Khartum (Sudan). Danach war er wieder in der Zentrale des Auswärtigen Amts in verschiedenen Abteilungen tätig. 2006 ging er als Austauschbeamter in das norwegische Außenministerium. Von 2007 bis 2009 war Klinke Leiter des Wirtschaftsdienstes an der Deutschen Botschaft Brasília. Nach einer erneuten Zeit im Auswärtigen Amt wurde er 2013 Gesandter in der Deutschen Botschaft Prag. 2016 wurde er Generalkonsul in Masar-e Scharif, Afghanistan. In diese Zeit fiel auch der Sprengstoffanschlag auf das Generalkonsulat, bei dem mindestens sechs Menschen starben und 128 Personen verletzt wurden. Ab 2018 war Klinke Botschafter der Bundesrepublik Deutschland in Kroatien, wo ihn im Jahr 2022 Christian Hellbach ablöste. Er war von 2022 bis 2024 Sonderbeauftragter im Auswärtigen Amt für die Beziehungen zu jüdischen Organisationen, Antisemitismusfragen, Holocaust-Erinnerung und Internationale Angelegenheiten der Sinti und Roma. Seit 2024 ist er Leiter des Lehrstuhls Diplomatie II der Andrássy Universität Budapest.